# Nicolești, Ialomița
Nicolești este un sat în comuna Miloșești din județul Ialomița, Muntenia, România.